# Pino Strabioli
Giuseppe Strabioli, detto Pino (Porto San Giorgio, 26 luglio 1963), è un regista teatrale, attore, conduttore televisivo e conduttore radiofonico italiano.

## Biografia
Cresce e studia a Orvieto, inizia a lavorare in teatro nel 1986 sotto la guida di Patrick Rossi Gastaldi, con il quale prende parte a spettacoli di cabaret (Valentin fest, Valentin kabaret, Kabaret kuche, Wunderbar, Da Gastone, Sufì, Milly), dopodiché con la Compagnia Stabile del Piccolo Eliseo è nel cast di L'uomo, la bestia e la virtù di Luigi Pirandello e di Minnie la candida di Massimo Bontempelli, entrambe con la regia di Marco Parodi. Esordisce in televisione nel 1992 a Telemontecarlo in T'amo TV, di Antonio Avati e Fabio Fazio; nel 1993 conduce Complimenti allo chef di Giorgio Calabrese e nel 1994 Senza fissa dimora, di Pietro Galeotti. Nello stesso periodo inizia a collaborare con Rai 1 prendendo parte a 4 edizioni di Unomattina (1993-1997) e 3 edizioni di Unomattina estate (1993, 1997-1998).
Mentre proseguono i lavori teatrali (degna di nota la partecipazione a I viaggi di Gulliver, nella versione di Paolo Poli, nella parte dell'autore Jonathan Swift), nella stagione 1999-2000 è autore e conduttore di Souvenir d'Italie su Telemontecarlo. Dal 2000 al 2010 è autore e conduttore della striscia quotidiana di Rai 3 Cominciamo bene - Prima (dal 2000 al 2003 intitolata Aspettando Cominciamo bene). Sempre per la stessa rete negli anni successivi conduce il Cartellone di Palco e retropalco e Rivediamoli, e le rubriche settimanali dedicate allo spettacolo dal vivo all'interno dei programmi Apprescindere e Elisir condotti da Michele Mirabella, e Quante storie condotto da Corrado Augias.
Dopo aver condotto That's Italia (2012) con Filippa Lagerbäck su La7d, dove racconta usi e costumi degli italiani, torna su Rai 3 con due cicli di Colpo di scena: l'edizione del 2014 dedicata ai grandi protagonisti della scena e l'edizione 2016 dedicata ai figli che raccontano i padri. Nel 2015 sempre per Rai 3 presenta E lasciatemi divertire (il titolo è un omaggio ad Aldo Palazzeschi), otto puntate dedicate ai vizi capitali, protagonista Paolo Poli. Dal 2015 al 2018 è in tournée con Piera Degli Esposti nell'intervista spettacolo Wikipiera,. Nelle stagioni 2015-2016 e 2016-2017 è in tournée con Sister Act, regia Saverio Marconi, nella parte di Monsignor O'Hara.
Nel 2016 conduce la diretta del Premio Strega su Rai3 e lo Speciale Colpo di scena dedicato a Carla Fracci in occasione dei suoi 80 anni. Nel 2017 presenta per Rai 3: SanremoPoli (le canzoni di Sanremo reinterpretate da Paolo Poli), Quella donna sono io (in ricordo di Paolo Poli a un anno dalla scomparsa) e Parlo da sola, due puntate dedicate ad Anna Marchesini. Cura la direzione artistica della stagione di prosa di "Palazzo Santa Chiara" a Roma e del "Teatro Comunale" di Atri, in provincia di Teramo. Dal 22 maggio 2017 fa parte del Consiglio di Amministrazione dell'Associazione TeMa che ha in gestione il "Teatro Mancinelli" di Orvieto.
Nel 2018, ancora per Rai 3 conduce Grazie dei fiori, 4 puntate sul Festival di Sanremo e i suoi protagonisti, e una quinta puntata, Grazie dei fiori speciale Festival di Sanremo, una riflessione sulla 68ª edizione del Festival. Lo stesso anno presenta per la terza rete Rai In arte Patty Pravo, uno speciale dedicato alla "ragazza del Piper" in occasione dei suoi 70 anni. Nel 2019 conduce nuova edizione di Grazie dei fiori, 10 puntate in compagnia di Gino Castaldo e In arte Mina, uno speciale in occasione del quarantennale dell'ultimo concerto di Mina, e recita a teatro con Christian De Sica nello spettacolo-concerto Christian racconta Christian de Sica. Sempre nel 2019 conduce la LXXIII edizione del Premio Strega, e due nuovi speciali del ciclo In arte... dedicati a Ornella Vanoni e Gianna Nannini. Nel 2020 propone un terzo ciclo di Grazie dei fiori, questa volta dedicato a 6 "ribelli" della musica italiana: Fred Buscaglione, Umberto Bindi, Gabriella Ferri, Rino Gaetano, Luigi Tenco, Franco Califano. Dal 28 dicembre 2019 debutta in radio alla guida su Rai Radio 2 di Viva Sanremo. Nell'estate del 2020 affianca Maurizio Costanzo nella rubrica di terza serata Insonnia, in onda per 4 puntate alla domenica su Rai3 e, a distanza di oltre 20 anni, torna su Rai 1 per condurre ogni sabato mattina la rubrica Il caffè di Raiuno Estate. A luglio, in occasione del centesimo compleanno di Franca Valeri, conduce in terza serata su Rai 1 lo speciale Essere Franca. Nella stagione 2020-2021 prosegue l'impegno del sabato mattina di Rai1 con la conduzione della rubrica Il caffè (già Il caffè di Raiuno), mentre alla domenica su Rai Radio Due conduce il programma Grazie dei Fiori, (vincitore del “Microfono D’Oro” 2021, categoria Musica), nato dalla fusione dell'omonimo programma tv di Rai3 e della trasmissione radiofonica Viva Sanremo che lo ha condotto la scorsa primavera. Nel 2021 torna in teatro con Sempre fiori mai un fioraio, tratto dal libro scritto con Paolo Poli, e affianca Giovanni Allevi nello spettacolo Tra musica e parole.
Nell'aprile 2023 torna in televisione, su Rai 2, come co-conduttore a fianco del cantautore Morgan, nel programma musicale StraMorgan. Trasmissione che gli vale, insieme a Morgan, il "Premio Lunezia TV" 2023, per la qualità dei contenuti, primo conferimento televisivo dispensato dal trentennale Premio Lunezia. Il 4 luglio 2024 conduce il Premio Strega assieme a Geppi Cucciari. Sabato 13 luglio 2024 è premiato nel contesto della diciottesima edizione del Premio Alassio per l'informazione culturale da Antonio Ricci. 
È ateo.

## Teatro

### Attore
- Valentinfest, da Karl Valentin, regia di Patrick Rossi Gastaldi (1986)
- Valentinkabarett, da Karl Valentin, regia di Patrick Rossi Gastaldi (1986)
- Kabaret kuche, regia di Patrick Rossi Gastaldi
- Sabato notte, adattamento e regia di Patrick Rossi Gastaldi (1988)
- Lauben di Roberto Cavosi, regia di Patrick Rossi Gastaldi (1988)
- Sufì di Giovanna Caico, regia di Patrick Rossi Gastaldi (1989)
- Saro e la rosa, scritto e diretto da Francesco Silvestri (1989)
- Da Gastone, da Ettore Petrolini, regia di Patrick Rossi Gastaldi (1989)
- Wunderbar, da Brecht a Valentin, regia Patrick Rossi Gastaldi (1989)
- Il Natale di Harry di Steven Berkoff, regia di Patrick Rossi Gastaldi
- Si fa Milly ma non si dice, adattamento e regia di Patrick Rossi Gastaldi (1990)
- L'uomo, la bestia e la virtù di Luigi Pirandello, regia di Marco Parodi, con Roberto Herlitzka (1990)
- Minnie la candida di Massimo Bontempelli, regia di Marco Parodi (1990)
- Ode a Marina di Manuela Morosini, regia di Ugo Gregoretti (1991)
- L'imperatrice della Cina di Ruth Wolff, regia di Lucio Gabriele Dolcini (1991)
- Il cigno di Elisabeth Egloff, regia di Patrick Rossi Gastaldi (1991)
- Clara di Arthur Miller, regia di Ida Bassignano, trasmessa da Radiodue il 14 dicembre 1991.
- Il signor Pirandello è desiderato al telefono di Antonio Tabucchi, regia di Sergio Vecchio (1992)
- L'amore dei quattro colonnelli di Peter Ustinov, regia di Marco Gagliardo, trasmessa da Radiodue il 27 giugno 1992.
- Rosamystica di Maurizio Alonge
- Il botteghino di Edward P. Jones, regia di Gabriella Ferri
- Pericolo Memoria: Clara di Arthur Miller, traduzione di Masolino D'Amico (1993)
- Mandolin Serenade. Omaggio ad Alberto Talegalli, scene di Bonizza Giordani (1993)
- I viaggi di Gulliver, (dal romanzo omonimo di Jonathan Swift), interpretato e diretto da Paolo Poli (1996)
- I cavoli a merenda. Partitura per attore e burattini da Sergio Tofano, regia di Italo Dall'Orto (2003)
- Bazar di un poeta – Viaggio in Italia, da Hans Christian Andersen, regia di Veronica Olmi e Pino Strabioli (2005)
- Di buona Costituzione, di e con Piera Degli Esposti e Pino Strabioli (2006)
- Dignità Autonome di Prostituzione, scritto e diretto da Luciano Melchionna (2007)
- Capasciacqua di Luciano Saltarelli e Marina Confalone (2007)
- Caro Federico, di e con Sandra Milo e Pino Strabioli (2010)
- L'abito della sposa di Mario Gelardi, regia di Maurizio Panici (2014)
- Parliamone, di e con Franca Valeri e Pino Strabioli (2014)
- Mi piacerebbe tanto non andare al mio funerale di Paolo Villaggio, regia di Pino Strabioli (2015)
- Sister Act, regia di Saverio Marconi, con Suor Cristina (2015)
- Wikipiera, intervista spettacolo con Piera Degli Esposti e Pino Strabioli (2016)
- Concerto per Sandro Penna di Elio Pecora e Pino Strabioli (2018)
- Forse non mi presento!, Elio Pandolfi conversa con Pino Strabioli (2018)
- Carta straccia di Mario Gelardi, con Sabrina Knaflitz e Barnaba Bonafaccia (2018)
- J.R.Wilcock: un monologo con figure e musica, di Elio Pecora (2018)
- Perché non canti più. Concerto spettacolo per Gabriella Ferri, ideato da Pino Strabioli e Cecilia Syria Cipressi, regia di Pino Strabioli (2018, 2024)
- Christian racconta Christian De Sica (2019)
- Sempre fiori mai un fioraio, testo e regia di Pino Strabioli (2021)

### Regista
- Rosamystica di Maurizio Alonge
- Mandolin Serenade. Omaggio ad Alberto Talegalli, scene di Bonizza Giordani (1993)
- Io li odio i burattini! ovvero giallo al B.B.B. di Andrea Calabretta (2004)
- Nannarella di e con Anna Mazzamauro (2004)[23]
- Fantasma d'amore di Neil Simon, con Anna Mazzamauro e Michele Gammino (2006)[24]
- Signorina Silvani... Signora, prego di e con Anna Mazzamauro (2006)[25]
- Cenerentola e la scarpetta di cristallo di Andrea Calabretta (2007)
- Caro bugiardo di Jerome Kilty, con Corrado Tedeschi e Anna Mazzamauro (2008)[26]
- Caro Federico di e con Sandra Milo e Pino Strabioli (2010)
- Nina di André Roussin, regia di Pino Strabioli e Patrick Rossi Gastaldi, con Vanessa Gravina (2015)
- I cavoli a merenda, omaggio a Sergio Tofano in occasione del centenario del Signor Bonaventura, regia di Pino Strabioli e Veronica Olmi (2017)
- Concerto per Sandro Penna di Elio Pecora e Pino Strabioli (2018)
- Il ritratto di Dorian Gray, da Oscar Wilde, adattamento di Simone Faraon (2018)
- Spettattori di Michael Frayn (2019)
- Perché non torni più di Pino Strabioli (2023)
- Parlami D’Amore – Quando la radio cantava la vita, di Costanza Di Quattro e Pino Strabioli (2025)

## Televisione
- T'amo TV (Telemontecarlo, 1992-1993)
- Specchio delle Mie Brame (Telemontecarlo, 1992)
- The look of the year '93 (Telemontecarlo, 1993)
- Complimenti allo chef (Telemontecarlo, 1993)
- Unomattina Estate (Rai 1, 1993, 1997-1998)
- Unomattina (Rai 1, 1993-1997)
- Senza fissa dimora (Telemontecarlo, 1994)
- Unomattina - Di che segno siamo? (Rai 1, 1994-1995)
- Souvenir d'Italie (Telemontecarlo, 1999-2000)
- Aspettando Cominciamo bene (Rai 3, 2000-2003)
- Cominciamo bene Estate (Rai 3, 2001)
- Cominciamo bene - Prima (Rai 3, 2003-2010)
- Cartellone di Palco e retropalco (Rai 3, 2010)
- Apprescindere (Rai 3, 2010-2012)
- That's Italia (LA7d, 2012-2013)
- Elisir (Rai 3, 2012-2014)
- Colpo di scena (Rai 3, 2014, 2016)
- E lasciatemi divertire (Rai 3, 2015)
- Rivediamoli (Rai 3, 2015-2017)
- Premio Strega (Rai 3, 2016, 2019, 2024)
- Colpo di scena - Speciale Carla Fracci (Rai 3, 2016)
- SanremoPoli (Rai 3, 2017)
- Quella donna sono io - Speciale Paolo Poli (Rai 3, 2017)
- Quante storie (Rai 3, 2017-2018)
- Parlo da sola - Speciale Anna Marchesini (Rai 3, 2017)
- Grazie dei fiori (Rai 3, 2018-2020)
- Grazie dei fiori - Speciale Sanremo (Rai 3, 2018)
- In arte... (Rai 3, 2018-2019)
- Il caffè di Raiuno Estate (Rai 1, 2020)
- Insonnia (Rai 3, 2020)
- Essere Franca (Rai 1, 2020)
- Il caffè (Rai 1, 2020-2025)
- Premio Tenco (Rai 3, 2020)
- Oggi è un altro giorno (Rai 1, 2020-2023) opinionista
- A grande richiesta - Minaccia bionda (Rai 1, 2021)
- A grande richiesta - Una serata tra amici (Rai 1, 2021)
- Io li conoscevo bene (Rai 3, 2021-2022)
- MinaCelentano (Rai 1, 2021)
- S'è fatta notte (Rai 1, 2022)
- Concerto dell'Epifania (Rai 1, 2023-2025)
- StraMorgan (Rai 2, 2023)
- A modo mio – Patty Pravo (Rai 3, 2024)

## Filmografia

### Cinema
- Dichiarazioni d'amore, regia di Pupi Avati (1994)
- La via degli angeli, regia di Pupi Avati (1999)
- Le ombre rosse, regia di Citto Maselli (2009)
- Bello di Mamma Tua, regia di Valter D'Errico – cortometraggio (2016)
- Via Sicilia 57/59. Giorgio Albertazzi. Il Teatro è vita, regia di Pino Strabioli e Fabio Masi – documentario (2023)
- Romeo è Giulietta, regia di Giovanni Veronesi (2024)

### Televisione
- Elisa di Rivombrosa - parte seconda (Canale 5, 2005)

## Radio
- Oggi Accadde (Rai Radio 1, 1993)
- Viva Sanremo (Rai Radio 2, 2019-2020)
- Grazie dei Fiori (Rai Radio 2, 2020-in corso)

## Web
- #OnePeopleOnePlanet - Earth Day 2021 (Rai Play, 2021)

## Libri
- Pino Strabioli, Fabrizio Zaccaretti, I consigli di Nonna Erminia, Rai Eri, 1996, ISBN 88-397-0954-1.
- Pino Strabioli (a cura di), Gabriella Ferri sempre, Iacobelli, 2009, ISBN 978-88-6252-028-7.
- Paolo Poli, Pino Strabioli, Sempre fiori mai un fioraio. Ricordi a tavola, Rizzoli Controtempo, 2013, ISBN 978-88-17-06544-3.
- Pino Strabioli, Simone Folco (a cura di), Patty Pravo: minaccia bionda, Rizzoli, 2020, ISBN 978-88-17-15463-5.